# Aşağısülmenli, Arguvan
Aşağısülmenli là một xã thuộc huyện Arguvan, tỉnh Malatya, Thổ Nhĩ Kỳ. Dân số thời điểm năm 2011 là 151 người.